# تيت (عقدة إيزيس)

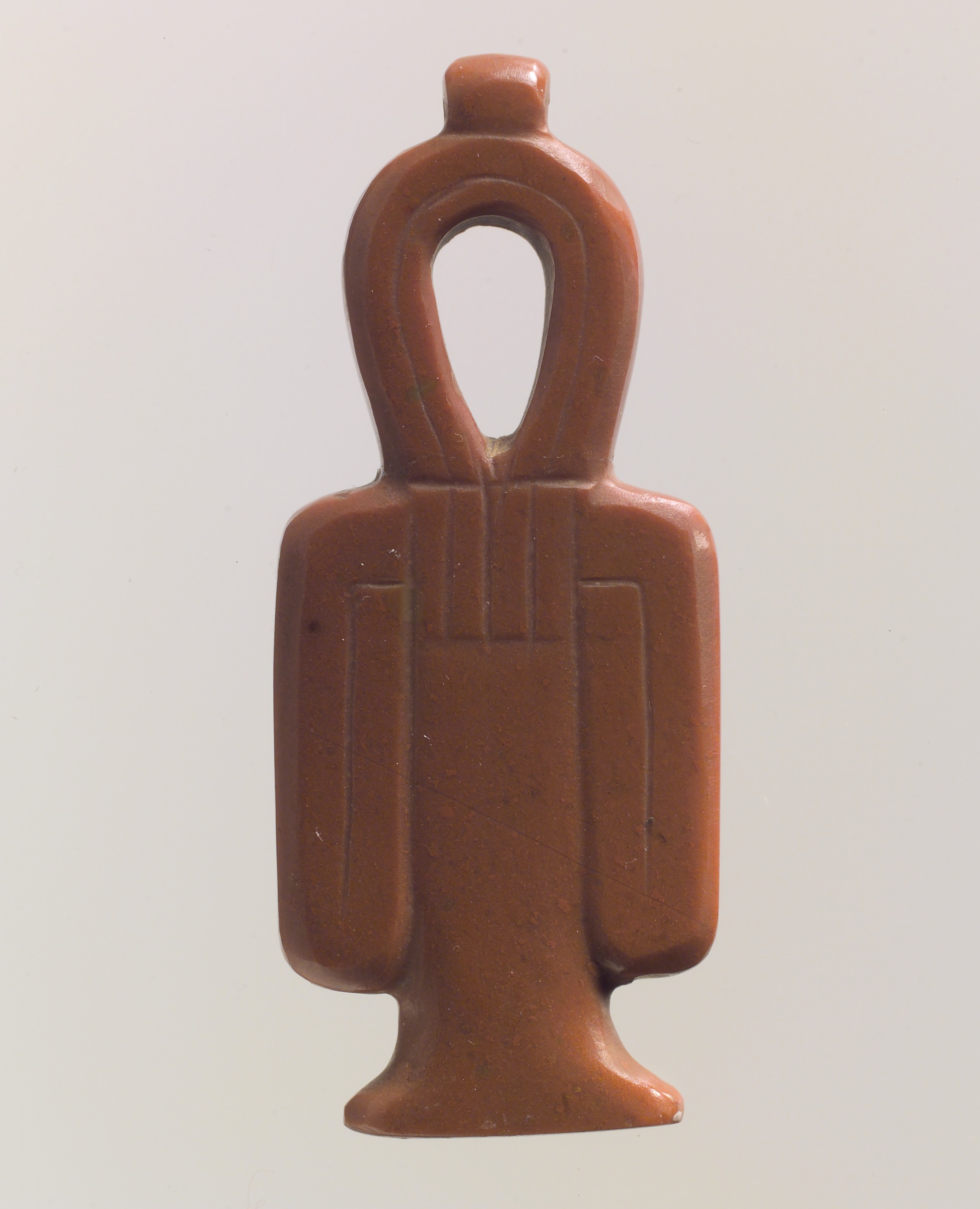
تميمة تيت

تيت، التي يُطلق عليها أحيانًا اسم عقدة إيزيس أو حزام إيزيس، هي رمز مصري قديم ارتبط بالإلهة إيزيس. يتم تصنيف تصويره الهيروغليفي كرمز V39 في قائمة جاردنر للرموز الهيروغليفية.

## التاريخ
في كثير من النواحي، يشبه التيت رمز عنخ، إلا أن ذراعيه تنحنيان للأسفل. معناه أيضًا يذكّر بالعنخ، حيث يُترجم غالبًا ليعني "الرفاهية" أو "الحياة".
يشبه التيت عقدة من القماش وربما كان في الأصل ضمادة تستخدم لامتصاص دماء الحيض.
يأتي أحد أقدم الأمثلة على رمز التيت من قبر يعود إلى الأسرة الأولى في حلوان، والتي تم التنقيب عنها بواسطة زكي سعد في الأربعينيات. يسبق هذا المثال أولى الإشارات المكتوبة إلى إيزيس وربما لم يكن مرتبطًا بها في ذلك الوقت. في العصور اللاحقة، أصبح مرتبطًا بها وبقوى الشفاء التي كانت جزءًا مهمًا من شخصيتها.
أصبحت تمائم التيت تُدفن مع الموتى في أوائل المملكة المصرية الحديثة (حوالي 1550-1070 قبل الميلاد). تعود أقدم الأمثلة إلى عهد أمنحتب الثالث، ومنذ ذلك الحين وحتى نهاية التاريخ المصري الفرعوني، نادرًا ما تم دفن شخص دون وضع واحدة ضمن لفائف المومياء، عادة على الجزء العلوي من الجذع. تتضمن نصوص الجنائز المصرية القديمة العديد من الفقرات التي تصف استخدام أنواع مختلفة من التمائم وتضم تعاويذ لتلاوتها عليها. يدعو الفصل 156 من كتاب الخروج إلى النهار، وهو نص جنائزي من المملكة الحديثة، إلى وضع تميمة تيت مصنوعة من العقيق الأحمر عند رقبة المومياء، قائلاً إن "قوة إيزيس ستحمي جسد المومياء" وأن التميمة "ستطرد كل من يرتكب جريمة ضده". غالبًا ما كانت هذه التمائم مصنوعة من العقيق الأحمر أو مواد ملونة بشكل مشابه، مثل العقيق الأحمر أو الزجاج الأحمر. ومع ذلك، كان العديد منها مصنوعًا من مواد خضراء مثل فاينس، الذي كان لونه يرمز إلى تجدد الحياة.
نوع آخر من العقدة يُطلق عليه أحيانًا "عقدة إيزيس": عقدة كبيرة في الرداء ترتديها النساء المصريات منذ العصر المتأخر. ارتبطت بإيزيس لأنها كانت تظهر غالبًا على تماثيلها في العصرين الهلنستي والروماني، ولكن بخلاف الاسم، لا علاقة لها بـالتيت.
يمكن مقارنة التيت مع العقدة المقدسة المينوسية ، وهو رمز لعقدة مع حلقة بارزة وجدت في كنوسوس، في كريت.

## أعمال مستشهد بها
- Allen، James P. (24 يوليو 2014). Middle Egyptian: An Introduction to the Language and Culture of Hieroglyphs. Cambridge University Press. ISBN:978-1-139-91709-4. مؤرشف من الأصل في 2024-05-25.
- Andrews، Carol (1994). Amulets of Ancient Egypt. University of Texas Press. ISBN:978-0-292-70464-0.
- Bianchi، Robert S. (1980). "Not the Isis-Knot". Bulletin of the Egyptological Seminar. ج. 2.
- Goelet, Jr.، Ogden؛ Faulkner، Raymond O.؛ Andrews، Carol A. R.؛ Gunther، J. Daniel؛ Wasserman، James (2015). The Egyptian Book of the Dead: The Book of Going forth by Day, Twentieth Anniversary Edition. Chronicle Books. ISBN:978-1-4521-4438-2.
- Griffiths، J. Gwyn (1980). The Origins of Osiris and His Cult. E.J. Brill. ISBN:978-90-04-06096-8.
- Griffiths، J. Gwyn (2001). "Isis". في Redford، Donald B. (المحرر). The Oxford Encyclopedia of Ancient Egypt  [لغات أخرى]‏. Oxford University Press. ISBN:978-0-19-510234-5.